# チャールズ・ベネット (第2代タンカーヴィル伯爵)
第2代タンカーヴィル伯爵チャールズ・ベネット（英語: Charles Bennet, 2nd Earl of Tankerville KT、1697年12月21日 – 1753年3月14日）は、イギリスの貴族、政治家。1714年から1722年までオソルストン卿の儀礼称号を使用した。

## 生涯
初代タンカーヴィル伯爵チャールズ・ベネットとメアリー・グレイ（初代タンカーヴィル伯爵フォード・グレイの娘）の息子として生まれた。
1722年5月21日に父が死去すると、タンカーヴィル伯爵の爵位を継承した。1730年5月16日にシッスル勲章を授与され、1733年にバックハウンド管理長官に任命された後、1740年2月14日から1753年3月14日までノーサンバーランド統監を務めた。
1753年3月14日に死去、長男チャールズが爵位を継承した。

## 家族
カミラ・コルヴィル（Camilla Colville、1775年没、エドワード・コルヴィルの娘）と結婚、2男1女をもうけた。
- チャールズ（1716年 – 1767年） - 第3代タンカーヴィル伯爵
- ジョージ（1727年 – 1799年）